# 진주선
진주선(晉州線)은 경상남도 밀양시 삼랑진역과 경상남도 진주시 진주역을 잇는 철도였다. 1905년에 개통된 마산선과 1925년에 개통된 경남선을 1931년에 하나의 노선으로 통합하였으며, 1968년에 광주 - 진주간 경전선이 완공됨에 따라 경전선에 통합되었다.

## 역사
- 1902년 ~ 1903년 : 영남지선철도회사에서 삼마철도(삼랑진-마산포) 부설권을 확보하였으나 일본에 의해 경부철도주식회사로 매도.
- 1904년 1월 3일 : 경부철도주식회사 마산선 삼랑진 ∼ 마산포 공사 착수.
- 1904년 3월 12일 : 마산선 노반공사 착공.
- 1904년 10월 : 일제, 마산선을 군용철도로 부설 착수.
- 1905년 4월 1일 : 마산역 개업.
- 1905년 5월 1일 : 창원역 개업.
- 1905년 5월 13일 : 진영역 개업.
- 1905년 5월 25일 : 마산선 낙동강교(목교) 준공.
- 1905년 5월 26일 : 마산선 삼랑진 - 마산포 간 직통 운행 개시.
- 1905년 10월 : 마산선 전 구간 개통.
- 1906년 12월 12일 : 낙동강역 개업.
- 1910년 1월 : 구마산역 개업.
- 1918년 7월 13일 : 남조선철도주식회사 송정리(현 광주송정) - 마산포 구간 철도부설 허가.
- 1918년 11월 16일 : 한림정역 개업
- 1922년 6월 : 남조선철도주식회사 경남선 진주 - 마산 구간 착공.
- 1922년 10월 16일 : 덕산역 개업.
- 1923년 12월 1일 : 경남선 일부 구간 마산 ∼ 군북 개통.
- 1925년 6월 15일 : 경남선 군북 - 진주 구간 완공으로 경남선 전 구간 개통.
- 1927년 6월 1일 : 신음역 폐역.
- 1931년 4월 1일 : 경남선 마산 ∼ 진주 구간이 국철에 매수되고 마산선과 통합되어 삼랑진 - 진주 구간이 경전남부선으로 개칭.
- 1956년 6월 14일 : 경전남부선을 진주선으로 개칭.
- 1968년 2월 7일 : 경전선(광주 - 진주 구간) 준공으로 진주선과 광주선을 경전선에 편입하여 삼랑진 ∼ 송정리 구간이 경전선으로 명명[1].

## 역 목록
●는 전 열차 정차, ▲는 일부 열차만 정차, 아무 표시도 없으면 해당 등급의 모든 열차가 통과만 한다는 것을 뜻한다.
| 역명       | 로마자 역명     | 한자 역명  | KTX                  | 새마을호                   | 무궁화호 | 역간거리 (km) | 영업거리 (km) | 접속 노선      | 소재지   | 소재지 | 소재지            | 비고       |
| ---------- | --------------- | ---------- | -------------------- | -------------------------- | -------- | ------------- | ------------- | -------------- | -------- | ------ | ----------------- | ---------- |
| 삼랑진     | Samnangjin      | 三浪津     | ｜                   | ｜                         | ●        | 0.0           | 0.0           | 경부선         | 경상남도 | 밀양시 | 삼랑진읍          |            |
| 낙동강     | Nakdonggang     | 洛東江     | ｜                   | ｜                         | ｜       | 1.7           | 1.7           | 미전선         | 경상남도 | 밀양시 | 삼랑진읍          | 무인역     |
| 한림정     | Hallimjeong     | 翰林亭     | ｜                   | ｜                         | ▲        | 8.1           | 9.8           |                | 경상남도 | 김해시 | 한림면            |            |
| 진영       | Jinyeong        | 進永       | ▲                    | ●                          | ●        | 4.3           | 14.1          |                | 경상남도 | 김해시 | 진영읍            |            |
| 진례       | Jillye          | 進禮       | ｜                   | ｜                         | ▲        | 3.9           | 18.0          | 부산신항선     | 경상남도 | 김해시 | 진례면            |            |
| 창원중앙   | Changwonjungang | 昌原中央   | ▲                    | ●                          | ●        | 10.2          | 28.2          |                | 경상남도 | 창원시 | 의창구 용동       |            |
| 창원       | Changwon        | 昌原       | ▲                    | ●                          | ●        | 10.3          | 38.5          | 진해선, 덕산선 | 경상남도 | 창원시 | 의창구 동정동     |            |
| 마산       | Masan           | 馬山       | ●                    | ●                          | ●        | 3.6           | 42.1          | 마산임항선     | 경상남도 | 창원시 | 마산회원구 석전동 |            |
| 중리       | Jung-ri         | 中里       | K T X 미 운 행 구 간 | 새 마 을 호 미 운 행 구 간 | ●        | 6.3           | 48.4          |                | 경상남도 | 창원시 | 마산회원구 내서읍 |            |
| 산인       | Sanin           | 山仁       | K T X 미 운 행 구 간 | 새 마 을 호 미 운 행 구 간 | ｜       | 7.2           | 55.6          |                | 경상남도 | 함안군 | 산인면            | 무인역     |
| 함안       | Haman           | 咸安       | K T X 미 운 행 구 간 | 새 마 을 호 미 운 행 구 간 | ●        | 4.0           | 59.6          |                | 경상남도 | 함안군 | 가야읍            |            |
| 군북       | Gunbuk          | 郡北       | K T X 미 운 행 구 간 | 새 마 을 호 미 운 행 구 간 | ●        | 8.8           | 68.4          |                | 경상남도 | 함안군 | 군북면            |            |
| 원북       | Wonbuk          | 院北       | K T X 미 운 행 구 간 | 새 마 을 호 미 운 행 구 간 | ▲        | 3.6           | 72.0          |                | 경상남도 | 함안군 | 군북면            | 무인역     |
| 평촌       | Pyeongchon      | 坪村       | K T X 미 운 행 구 간 | 새 마 을 호 미 운 행 구 간 | ▲        | 5.8           | 77.8          |                | 경상남도 | 진주시 | 이반성면          | 무인역     |
| 진주수목원 | Jinju-sumogwon  | 晉州樹木園 | K T X 미 운 행 구 간 | 새 마 을 호 미 운 행 구 간 | ▲        | 4.6           | 82.4          |                | 경상남도 | 진주시 | 일반성면          | 임시승강장 |
| 반성       | Banseong        | 班城       | K T X 미 운 행 구 간 | 새 마 을 호 미 운 행 구 간 | ●        | 1.8           | 84.2          |                | 경상남도 | 진주시 | 일반성면          |            |
| 진성       | Jinseong        | 晋城       | K T X 미 운 행 구 간 | 새 마 을 호 미 운 행 구 간 | ▲        | 5.9           | 90.1          |                | 경상남도 | 진주시 | 진성면            | 무인역     |
| 갈촌       | Galchon         | 葛村       | K T X 미 운 행 구 간 | 새 마 을 호 미 운 행 구 간 | ▲        | 3.0           | 93.1          |                | 경상남도 | 진주시 | 문산읍            | 무인역     |
| 남문산     | Nammunsan       | 南文山     | K T X 미 운 행 구 간 | 새 마 을 호 미 운 행 구 간 | ▲        | 6.0           | 99.1          |                | 경상남도 | 진주시 | 문산읍            | 무인역     |
| 개양       | Gaeyang         | 開陽       | K T X 미 운 행 구 간 | 새 마 을 호 미 운 행 구 간 | ▲        | 5.2           | 104.3         |                | 경상남도 | 진주시 | 가좌동            | 무인역     |
| 진주       | Jinju           | 晋州       | K T X 미 운 행 구 간 | 새 마 을 호 미 운 행 구 간 | ●        | 4.7           | 109.0         | 경전선         | 경상남도 | 진주시 | 강남동            |            |

## 같이 보기
- 경전선
- 경남선
- 마산선